# Pavel Callta
Pavel Callta (ur. 12 lutego 1989 w Czeskiej Lipie) – czeski piosenkarz.

## Życiorys

### Wczesne lata
Urodził się w rodzinie o tradycjach muzycznych. Jego matka była piosenkarką. W młodości uczył się gry na fortepianie, gitarze i trąbce, a także przez 10 lat trenował pływanie.
Uczył się w szkole średniej w klasie ekonomiczno-turystycznej. We wrześniu 2009 roku podjął naukę w Konserwatorium im. Jaroslava Ježka.

### Kariera
W wieku 15 lat zaczął występować ze swingującym big-bandem z Czeskiej Lipy. Jako szesnastolatek zaczął komponować swoje pierwsze utwory. W 2008 roku nawiązał współpracę z praskim zespołem Unity, z którego odszedł po roku. Po zdaniu matury został wokalistą zespołu Sweeper, z którym występował w stołecznych klubach. Po jakimś czasie przerwał karierę muzyczną i wyjechał do Egiptu, a później do Turcji, gdzie pracował jako delegat. Jesienią 2010 roku wyleciał do Stanów Zjednoczonych, gdzie miał podjąć naukę, jednak po przylocie zdecydował się na przeprowadzkę do Antwerpii.
Podczas pobytu w Belgii zdecydował się na udział w drugim sezonie programu Česko Slovensko má talent, będącego czesko-słowacką wersją formatu Got Talent. Wiosną udał się na przesłuchaniach, które pomyślnie przeszedł, kończąc udział na etapie półfinałów.
W listopadzie 2012 roku wydał swój pierwszy świąteczny singel „Ve Hvězdách”. Latem 2013 roku zaprezentował singel „Naštěstí”, a w czerwcu 2014 roku – „Zrzka”. Oba utwory zostały umieszczone na jego debiutanckim albumie studyjnym, zatytułowanyy Momenty, który miał swoją premierę 5 czerwca 2015 roku. Wydawnictwo zostało wydane również w wersji rozszerzonej, wzbogaconej o dwa utwory: „Propojeni” i „Jeden Team”.
W 2016 roku wydał singel „Tak promiň”. W 2017 roku premierę miały jego cztery single: „Čáry života”, „Píšem si svůj sen” (nagrany z Leošem Marešem), „Endorfin” i „Vzácnej den”. W 2018 roku wydał singel „Never Forget”, z którym zakwalifikował się do stawki finałowej czeskich eliminacji do 63. Konkursu Piosenki Eurowizji.

## Dyskografia

### Albumy studyjne
| Rok  | Dane dot. albumu                                                                                         |
| ---- | --- |
| 2015 | Momenty - Wydany: 5 czerwca 2015 - Wytwórnia: Warner Music Czech Republic - Format: CD, digital download |